# Playoffs NBA 1988

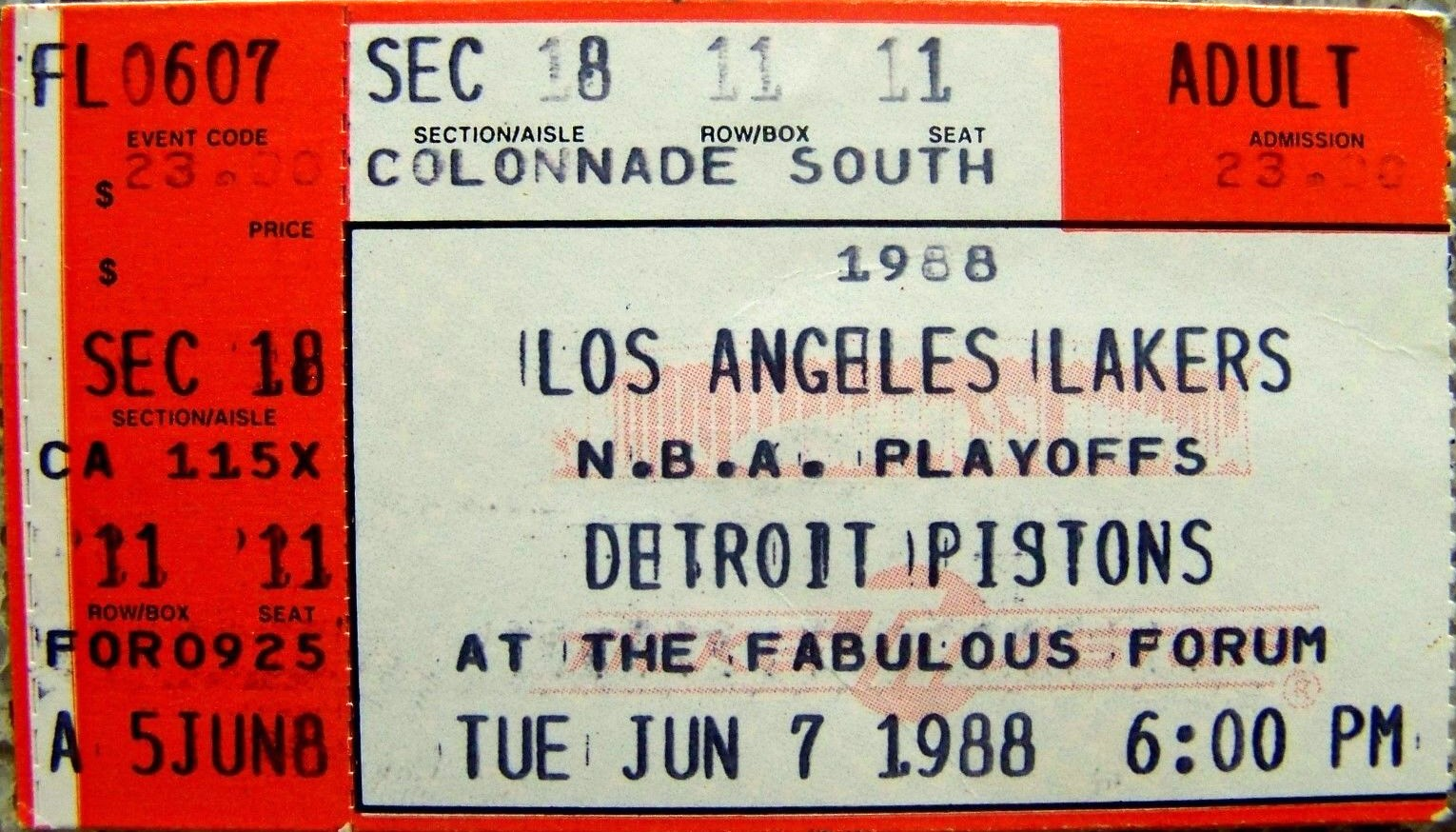
Entrada para el partido 1 de las Finales de la NBA de 1988 con Detroit Pistons contra Los Angeles Lakers en el Forum el 7 de junio de 1988.

Los Playoffs de la NBA de 1988 fueron el torneo final de la temporada 1987-88 de la NBA. Concluyó con la victoria de Los Angeles Lakers, campeón de la Conferencia Oeste, sobre Detroit Pistons, campeón de la Conferencia Este, por 4-3. Los Lakers se convirtieron en el primer equipo desde que repite como campeón después de que lo hiciese Boston Celtics en 1969.
James Worthy fue nombrado el MVP de las Finales. Fue el sexto y último campeonato de la carrera de Kareem Abdul-Jabbar. 
Dallas Mavericks hicieron su primer viaje hacia las Finales de la Conferencia Oeste, cayendo en siete partidos ante los Lakers.
Las mejores jugadas de estos playoffs se pueden ver en el documental "Back To Back" proveído por Los Angeles Lakers y narrado por Chick Hearn.

## Clasificación de la temporada regular

### Conferencia Este
Boston Celtics poseyó la ventaja de campo hasta las Finales de la Conferencia Este en las que fue eliminado por Detroit Pistons.
A continuación se muestran la lista de los equipos clasificados en la Conferencia Este:
1. Boston Celtics
2. Detroit Pistons
3. Chicago Bulls
4. Atlanta Hawks
5. Milwaukee Bucks
6. Cleveland Cavaliers
7. Washington Wizards
8. New York Knicks

### Conferencia Oeste
Lakers con el mejor récord de toda la NBA dispuso de la ventaja de campo durante toda la serie, lo que le serviría de gran ayuda para alzarse con el título.
A continuación se muestran la lista de los equipos clasificados en la Conferencia Oeste:
1. Los Angeles Lakers
2. Denver Nuggets
3. Dallas Mavericks
4. Portland Trail Blazers
5. Utah Jazz
6. Houston Rockets
7. Seattle Supersonics
8. San Antonio Spurs

## Tabla
|  | Primera Ronda     | Primera Ronda | Primera Ronda |   |            | Semifinales de Conferencia | Semifinales de Conferencia | Semifinales de Conferencia |  |    | Finales de Conferencia | Finales de Conferencia | Finales de Conferencia |  |    | Finales NBA | Finales NBA | Finales NBA |
|  |                   |               |               |   |            |                            |                            |                            |  |    |                        |                        |                        |  |    |             |             |             |
|  | E1                | Boston*       | 3             |   |            |                            |                            |                            |  |    |                        |                        |                        |  |    |             |             |             |
|  | E8                | New York      | 1             |   |            |                            |                            |                            |  |    |                        |                        |                        |  |    |             |             |             |
|  | E8                | New York      | 1             |   | E1         | Boston*                    | 4                          |                            |  |    |                        |                        |                        |  |    |             |             |             |
|  |                   |               |               |   | E1         | Boston*                    | 4                          |                            |  |    |                        |                        |                        |  |    |             |             |             |
|  |                   | E4            | Atlanta       | 3 |            |                            |                            |                            |  |    |                        |                        |                        |  |    |             |             |             |
|  | E4                | E4            | Atlanta       | 3 | Atlanta    | 3                          |                            |                            |  |    |                        |                        |                        |  |    |             |             |             |
|  | E4                |               |               |   | Atlanta    | 3                          |                            |                            |  |    |                        |                        |                        |  |    |             |             |             |
|  | E5                | Milwaukee     | 2             |   |            |                            |                            |                            |  |    |                        |                        |                        |  |    |             |             |             |
|  | E5                | Milwaukee     | 2             |   |            |                            |                            |                            |  | E1 | Boston*                | 2                      |                        |  |    |             |             |             |
|  | Conferencia Este  |               |               |   |            |                            |                            |                            |  | E1 | Boston*                | 2                      |                        |  |    |             |             |             |
|  |                   | E2            | Detroit*      | 4 |            |                            |                            |                            |  |    |                        |                        |                        |  |    |             |             |             |
|  | E3                | E2            | Detroit*      | 4 | Chicago    | 3                          |                            |                            |  |    |                        |                        |                        |  |    |             |             |             |
|  | E3                |               |               |   | Chicago    | 3                          |                            |                            |  |    |                        |                        |                        |  |    |             |             |             |
|  | E6                | Cleveland     | 2             |   |            |                            |                            |                            |  |    |                        |                        |                        |  |    |             |             |             |
|  | E6                | Cleveland     | 2             |   | E3         | Chicago                    | 1                          |                            |  |    |                        |                        |                        |  |    |             |             |             |
|  |                   |               |               |   | E3         | Chicago                    | 1                          |                            |  |    |                        |                        |                        |  |    |             |             |             |
|  |                   | E2            | Detroit*      | 4 |            |                            |                            |                            |  |    |                        |                        |                        |  |    |             |             |             |
|  | E2                | E2            | Detroit*      | 4 | Detroit*   | 3                          |                            |                            |  |    |                        |                        |                        |  |    |             |             |             |
|  | E2                |               |               |   | Detroit*   | 3                          |                            |                            |  |    |                        |                        |                        |  |    |             |             |             |
|  | E7                | Washington    | 2             |   |            |                            |                            |                            |  |    |                        |                        |                        |  |    |             |             |             |
|  | E7                | Washington    | 2             |   |            |                            |                            |                            |  |    |                        |                        |                        |  | E2 | Detroit*    | 3           |             |
|  |                   |               |               |   |            |                            |                            |                            |  |    |                        |                        |                        |  | E2 | Detroit*    | 3           |             |
|  |                   | W1            | LA Lakers*    | 4 |            |                            |                            |                            |  |    |                        |                        |                        |  |    |             |             |             |
|  | W1                | W1            | LA Lakers*    | 4 | LA Lakers* | 3                          |                            |                            |  |    |                        |                        |                        |  |    |             |             |             |
|  | W1                |               |               |   | LA Lakers* | 3                          |                            |                            |  |    |                        |                        |                        |  |    |             |             |             |
|  | W8                | San Antonio   | 0             |   |            |                            |                            |                            |  |    |                        |                        |                        |  |    |             |             |             |
|  | W8                | San Antonio   | 0             |   | W1         | LA Lakers*                 | 4                          |                            |  |    |                        |                        |                        |  |    |             |             |             |
|  |                   |               |               |   | W1         | LA Lakers*                 | 4                          |                            |  |    |                        |                        |                        |  |    |             |             |             |
|  |                   | W5            | Utah          | 3 |            |                            |                            |                            |  |    |                        |                        |                        |  |    |             |             |             |
|  | W4                | W5            | Utah          | 3 | Portland   | 1                          |                            |                            |  |    |                        |                        |                        |  |    |             |             |             |
|  | W4                |               |               |   | Portland   | 1                          |                            |                            |  |    |                        |                        |                        |  |    |             |             |             |
|  | W5                | Utah          | 3             |   |            |                            |                            |                            |  |    |                        |                        |                        |  |    |             |             |             |
|  | W5                | Utah          | 3             |   |            |                            |                            |                            |  | W1 | LA Lakers*             | 4                      |                        |  |    |             |             |             |
|  | Conferencia Oeste |               |               |   |            |                            |                            |                            |  | W1 | LA Lakers*             | 4                      |                        |  |    |             |             |             |
|  |                   | W3            | Dallas        | 3 |            |                            |                            |                            |  |    |                        |                        |                        |  |    |             |             |             |
|  | W3                | W3            | Dallas        | 3 | Dallas     | 3                          |                            |                            |  |    |                        |                        |                        |  |    |             |             |             |
|  | W3                |               |               |   | Dallas     | 3                          |                            |                            |  |    |                        |                        |                        |  |    |             |             |             |
|  | W6                | Houston       | 1             |   |            |                            |                            |                            |  |    |                        |                        |                        |  |    |             |             |             |
|  | W6                | Houston       | 1             |   | W3         | Dallas                     | 4                          |                            |  |    |                        |                        |                        |  |    |             |             |             |
|  |                   |               |               |   | W3         | Dallas                     | 4                          |                            |  |    |                        |                        |                        |  |    |             |             |             |
|  |                   | W2            | Denver*       | 2 |            |                            |                            |                            |  |    |                        |                        |                        |  |    |             |             |             |
|  | W2                | W2            | Denver*       | 2 | Denver*    | 3                          |                            |                            |  |    |                        |                        |                        |  |    |             |             |             |
|  | W2                |               |               |   | Denver*    | 3                          |                            |                            |  |    |                        |                        |                        |  |    |             |             |             |
|  | W7                | Seattle       | 2             |   |            |                            |                            |                            |  |    |                        |                        |                        |  |    |             |             |             |

## Conferencia Este
Campeón: Detroit Pistons
Primera Ronda
(1) Boston Celtics vs. (8) New York Knicks:
Celtics ganó la serie 3-1
- Partido 1 - Boston: Boston 112, New York 92
- Partido 2 - Boston: Boston 128, New York 102
- Partido 3 - New York: New York 109, Boston 100
- Partido 4 - New York: Boston 102, New York 94

(2) Detroit Pistons vs. (7) Washington Bullets:
Pistons ganó la serie 3-2
- Partido 1 - Detroit: Detroit 96, Washington 87
- Partido 2 - Detroit: Detroit 102, Washington 101
- Partido 3 - Washington: Washington 114, Detroit 106
- Partido 4 - Washington: Washington 106, Detroit 103
- Partido 5 - Detroit: Detroit 99, Washington 78

(3) Chicago Bulls vs. (6) Cleveland Cavaliers:
Bulls ganó la serie 3-2
- Partido 1 - Chicago: Chicago 104, Cleveland 93
- Partido 2 - Chicago: Chicago 106, Cleveland 101
- Partido 3 - Cleveland: Cleveland 110, Chicago 102
- Partido 4 - Cleveland: Cleveland 97, Chicago 91
- Partido 5 - Chicago: Chicago 107, Cleveland 101

(4) Atlanta Hawks vs. (5) Milwaukee Bucks:
Hawks ganó la serie 3-2
- Partido 1 - Atlanta: Atlanta 110, Milwaukee 107
- Partido 2 - Atlanta: Atlanta 104, Milwaukee 97
- Partido 3 - Milwaukee: Milwaukee 123, Atlanta 115
- Partido 4 - Milwaukee: Milwaukee 105, Atlanta 99
- Partido 5' - Atlanta: Atlanta 121, Milwaukee 111

Semifinales de Conferencia
(1) Boston Celtics vs. (4) Atlanta Hawks:
Celtics ganó la serie 4-3
- Partido 1 - Boston: Boston 110, Atlanta 101
- Partido 2 - Boston: Boston 108, Atlanta 97
- Partido 3 - Atlanta: Atlanta 110, Boston 92
- Partido 4 - Atlanta: Atlanta 118, Boston 109
- Partido 5 - Boston: Atlanta 112, Boston 104
- Partido 6 - Atlanta: Boston 102, Atlanta 100
- Partido 7 - Boston: Boston 118, Atlanta 116

(2) Detroit Pistons vs. (3) Chicago Bulls:
Pistons ganó la serie 4-1
- Partido 1 - Detroit: Detroit 93, Atlanta 82
- Partido 2 - Detroit: Chicago 105, Detroit 95
- Partido 3 - Chicago: Detroit 101, Chicago 79
- Partido 4 - Chicago: Detroita 96, Chicago 77
- Partido 5 - Detroit: Detroit 102, Chicago 95

Finales de Conferencia
(1) Boston Celtics vs. (2) Detroit Pistons:
Pistons ganó la serie 4-2
- Partido 1 - Boston: Detroit 104, Boston 96
- Partido 2 - Boston: Boston 119, Detroit 115
- Partido 3 - Detroit: Detroit 98, Boston 94
- Partido 4 - Detroit: Boston 79, Detroit 78
- Partido 5 - Boston: Detroit 102, Boston 96
- Partido 6 - Detroit: Detroit 95, Boston 90

## Conferencia Oeste
Campeón: Los Angeles Lakers
Primera Ronda
(1) Los Angeles Lakers vs. (8) San Antonio Spurs:
Lakers ganó la serie 3-0
- Partido 1 - Los Ángeles: Los Angeles 122, San Antonio 110
- Partido 2 - Los Ángeles: Los Angeles 130, San Antonio 112
- Partido 3 - San Antonio: Los Angeles 109, San Antonio 107

(2) Denver Nuggets vs. (7) Seattle SuperSonics:
Nuggets ganó la serie 3-2
- Partido 1 - Denver: Denver 126, Seattle 123
- Partido 2 - Denver: Seattle 111, Denver 91
- Partido 3 - Seattle: Denver 124, Seattle 115
- Partido 4 - Seattle: Seattle 127, Denver 117
- Partido 5 - Denver: Denver 115, Seattle 96

(3) Dallas Mavericks vs. (6) Houston Rockets:
Mavericks ganó la serie 3-1
- Partido 1 - Dallas: Dallas 120, Houston 110
- Partido 2 - Dallas: Houston 119, Dallas 108
- Partido 3 - Houston: Dallas 93, Houston 92
- Partido 4 - Houston: Dallas 107, Houston 97

(4) Portland Trail Blazers vs. (5) Utah Jazz:
Jazz ganó la serie 3-1
- Partido 1 - Portland: Portland 108, Utah 96
- Partido 2 - Portland: Utah 114, Portland 105
- Partido 3 - Utah: Utah 113, Portland 108
- Partido 4 - Utah: Utah 111, Portland 96

Semifinales de Conferencia
(1) Los Angeles Lakers vs. (5) Utah Jazz:
Lakers ganó la serie 4-3
- Partido 1 - Los Ángeles: Los Angeles 110, Utah 91
- Partido 2 - Los Ángeles: Utah 101, Los Ángeles 97
- Partido 3 - Utah: Utah 96, Los Ángeles 89
- Partido 4 - Utah:  Los Angeles 113, Utah 100
- Partido 5 - Los Ángeles: Los Angeles 111, Utah 109
- Partido 6 - Utah: Utah 108, Los Ángeles 80
- Partido 7 - Los Ángeles: Los Angeles 109, Utah 98

(2) Denver Nuggets vs. (3) Dallas Mavericks:
Mavericks ganó la serie 4-2
- Partido 1 - Denver: Denver 126, Dallas 115
- Partido 2 - Denver: Dallas 112, Denver 108
- Partido 3 - Dallas: Denver 107, Dallas 105
- Partido 4 - Dallas: Dallas 124, Denver 103
- Partido 5 - Denver: Dallas 110, Denver 106
- Partido 6 - Dallas: Dallas 108, Denver 95

Finales de Conferencia
(1) Los Angeles Lakers vs. (3) Dallas Mavericks:
Lakers ganó la serie 4-3
- Partido 1 - Los Ángeles: Los Angeles 113, Dallas 98
- Partido 2 - Los Ángeles: Los Angeles 123, Dallas 101
- Partido 3 - Dallas: Dallas 106, Los Ángeles 94
- Partido 4 - Dallas: Dallas 118, Los Ángeles 104
- Partido 5 - Los Ángeles: Los Angeles 119, Dallas 102
- Partido 6 - Dallas: Dallas 105, Los Ángeles 103
- Partido 7 - Los Ángeles: Los Angeles 117, Dallas 102

## Finales NBA
(1) Los Angeles Lakers vs. (2) Detroit Pistons:
Lakers ganó la serie 4-3
- Partido 1 - Los Ángeles: Detroit 105, Los Ángeles 93
- Partido 2 - Los Ángeles: Los Angeles 108, Detroit 96
- Partido 3 - Detroit: Los Angeles 99, Detroit 86
- Partido 4 - Detroit: Detroit 111, Los Ángeles 86
- Partido 5 - Detroit: Detroit 104, Los Ángeles 94
- Partido 6 - Los Ángeles: Los Angeles 103, Detroit 102
- Partido 7 - Los Ángeles: Los Angeles 108, Detroit 105